# Circuit automobile d'Ahvenisto
Le circuit d'Ahvenisto (en finnois : Ahveniston moottorirata) est une circuit automobile du quartier d'Ahvenisto à Hämeenlinna en Finlande.

## Présentation
Le circuit mesure 2840 mètres. 
Il présente un dénivelé total de 32 mètres, sa ligne droite principale fait 280 mètres de long et sa largeur varie de 9 mètres à 17 mètres.

## Histoire

### Hämeenlinnan ajot 1967
La construction du circuit s'est achevée le 15 juillet 1967. 
La même année, la première épreuve internationale "I Hämeenlinnan ajot 1967" a eu lieu sur le circuit.
| Pos | Pilote        | Équipe                    | Tours | Temps    |
| --- | ------------- | ------------------------- | ----- | -------- |
| 1   | Jochen Rindt  | Roy Winkelmann Racing     | 20    | 27:05.53 |
| 2   | Jack Brabham  | Motor Racing Developments | 20    | 27:07.71 |
| 3   | Jim Clark     | Team Lotus                | 20    | 27:31.14 |
| 4   | Frank Gardner | Motor Racing Developments | 20    | 27:33.65 |
| 5   | Graham Hill   | Team Lotus                | 20    | 28.02.27 |
| 6   | Alan Rees     | Roy Winkelmann Racing     | 19    | +1 tour  |

### Tähtien kisat 1985
Le circuit a atteint son public record en 1985, lorsque plus de 40000 personnes sont arrivées pour regarder la Course des étoiles Race, à laquelle ont participé des champions du monde entier de la Formule 1 et du Championnat du monde des rallyes, notamment Nelson Piquet, Keke Rosberg, Timo Salonen et Michèle Mouton.

## Records
Alors que le record du tour officiel est de 1:13,226 et a été réalisé par Marko Nevalainen dans une Formule 3 le 16 septembre 2000, le Champion du Monde 1982 de Formule 1 Keke Rosberg a réussi un record du tour non officiel de 1:10 000 lors de son show de 1984 avec une Williams FW08C. 
Pendant ce temps,  Mika Häkkinen  le double champion du monde de Formule 1 a brièvement détenu le record du tour pour la catégorie Carrera Cup, enregistrant un temps de 1:19.905 lors de sa visite au circuit d'Ahvenisto le 29 mai 2004 dans une Porsche 911 GT3, mais est dépassé par un 1:18.923 de Fredrik Ros l'année suivante.